# David Stone Potter
David Stone Potter (Augusta, Georgia, Estados Unidos, 1957) ostenta las cátedras Francis Kelsey como profesor colegiado de historia griega y romana, y Arthur F. Thurnau de griego y latín en Historia Antigua en la Universidad de Míchigan.
Potter se graduó en 1979 como Bachelor of Arts con summa cum laude en la Universidad de Harvard y en 1984 como Ph. D. en la Universidad de Oxford. Se especializó en historiografía y epigrafía griega y latina, entretenimiento público romano y el estudio de la guerra antigua.

## Premios y distinciones
David Potter ha recibido los siguientes premios y distinciones:
- 1979: Phi Beta Kappa, Harvard College.
- 1979: Premio Cory, Departamento de Estudios clásicos del Harvard College, por excelencia en el campo.
- 1988: Premio Conington, Universidad de Oxford, por la mejor tesis de Historia Antigua.
- 1991: Premio de reconocimiento de la Facultad, Universidad de Míchigan.
- 1992 y 1995: Premio de enseñanza de la Facultad de Ciencias de la Literatura, Universidad de Míchigan.
- 2005: Premio John H. D’Arms a la supervisión de posgrado en Humanidades, Universidad de Míchigan.

## Publicaciones
- The Roman Empire at Bay, AD 180–395, Londres: Routledge, 2004; 2.ª edición, 2014.[4]
- Potter, David (1995). A History of France, 1460–1560: The Emergence of a Nation State (en inglés). Macmillan International Higher Education. ISBN 9781349238484.
- Potter, David (2003). War and Government in the French Provinces (en inglés). Cambridge University Press. ISBN 9780521893008.
- Potter, David S. (2005). Literary Texts and the Roman Historian (en inglés). Routledge. ISBN 9781134962334.
- Potter, David (2008). Renaissance France at War: Armies, Culture and Society, C.1480-1560 (en inglés). Boydell & Brewer Ltd. ISBN 9781843834052.
- Potter, David (2012). The Victor's Crown: Greek and Roman Sport from Homer to Byzantium (en inglés). Hachette UK. ISBN 9781784291266.
- Potter, David Stone (2014). Emperors of Rome: The Story of Imperial Rome from Julius Caesar to the Last Emperor (en inglés). Hachette UK. ISBN 9781780873367.
- Potter, David (2015). Constantine the Emperor (en inglés). Oxford University Press. ISBN 9780190231620.
- Potter, David (2015). Theodora: Actress, Empress, Saint (en inglés). Oxford University Press. ISBN 9780199392391.
- Potter, David (2019). The Origin of Empire: Rome from the Republic to Hadrian (264 BC - AD 138) (en inglés). Profile Books. ISBN 9781847654434.